# PV Telescopii típusú változócsillag
A PV Telescopii típusú változócsillagok pulzáló változócsillagok, melyek hélium-szuperóriások, periódusidejük 0,1-től 1 napig terjed, fényességváltozásuk amplitúdója átlagosan 0,1 magnitúdó.